# ГЕС Вальгау
ГЕС Вальгау (нім. Walgauwerk)— гідроелектростанція на крайньому заході Австрії в провінції Форарльберг, яка становить нижній ступінь у каскаді на річці Ілль (права притока Рейну).
До ГЕС Вальгау через лівобережний гірський масив веде дериваційний тунель довжиною 20,8 км, який постачає воду з нижнього балансуючого резервуару станцій Родунд І та Родунд ІІ. На завершальному етапі до тунелю також подається ресурс із річки Менг, лівої притоки Ілля, яка стікає в нього з хребта Ретікон. Така схема дозволяє отримати напір у 162 метри.
Машинний зал обладнаний двома турбінами типу Френсіс загальною потужністю 86 МВт. Відпрацьована вода відводиться до нижнього балансуючого резервуару, а потім до Ілля.